# Queen of the Ring
Queen of the Ring (oryginalnie zwany jako Queen’s Crown) to kobiecy jednoosobowy turniej eliminacyjny profesjonalnego wrestlingu organizowany przez federację WWE od 2021 roku. Rywalizują w nim zapaśniczki należące do brandów Raw i SmackDown. Jest to żeński odpowiednik turnieju King of the Ring, organizowanego w WWE od 1985 roku.
Nagrodą za zwycięstwo w turnieju jest koronacja na „królową ringu” (pierwotnie po prostu „Królowa”), a od 2024 roku walka o mistrzostwo świata kobiet. Jest to żeński odpowiednik turnieju King of the Ring, organizowanego w WWE od 1985 roku.

## Historia
W 1985 roku amerykańska organizacja wrestlingu WWE, znana wówczas jako World Wrestling Federation (WWF), ustanowiła turniej King of the Ring jako turniej pojedynczej eliminacji dla mężczyzn, którego zwycięzca zostaje koronowany „królem ringu”. W 2016 roku w WWE rozpoczęło się „Women’s Evolution”, gdzie promocja zaczęła traktować swoje wrestlerki na równi z mężczyznami. W następnych latach WWE wprowadziło żeńskie wersje walk, w których pierwotnie rywalizowali wyłącznie wrestlerzy płci męskiej - takie jak Royal Rumble match i Money in the Bank ladder match. W październiku 2021 roku WWE utworzyło żeński odpowiednik turnieju King of the Ring, zwanego turniejem Queen’s Crown, rozgrywanego pomiędzy wrestlerkami z brandów Raw i SmackDown. Ogłoszono, że turniej inauguracyjny odbędzie się jednocześnie z turniejem King of the Ring 2021.
W marcu 2023 roku WWE zaplanowało saudyjską galę zatytułowaną King and Queen of the Ring w Jeddah Super Dome w Dżuddzie, która ożywiłaby serię gal King of the Ring, ale ze zmianą nazwy, ale 13 kwietnia ujawniono, że plany te zostały odrzucone, a zastąpiono je galą Night of Champions. Fightful poinformowało później, że WWE nie ma planów przełożenia King i Queen of the Ring na później w tym samym roku, ale gala ta mogłaby prawdopodobnie zostać wykorzystana do przyszłej gali w Arabii Saudyjskiej. W kwietniu 2024 roku WWE ogłosiło, że w maju 2024 roku zorganizuje galę King and Queen of the Ring w Arabii Saudyjskiej, a nazwa Queen’s Crown została zmieniona na Queen of the Ring. Walki turniejowe rozpoczęły się 6 maja na Raw i są rozgrywane na odcinkach Raw, SmackDown i podczas wydarzeń WWE Live. 23 maja podczas występu w WWE Experience w Arabii Saudyjskiej, dyrektor ds. treści WWE Paul "Triple H" Levesque ogłosił, że zwyciężczyni turnieju otrzyma walkę o mistrzostwo świata kobiet swojego brandu na SummerSlam. Turniej wygrała Nia Jax ze SmackDown, która pokonała Lyrę Valkyrię z Raw i otrzymała walkę o WWE Women’s Championship.

## Gimmick związany z Queen of the Ring
Podobnie jak w przypadku turnieju King of the Ring, nagrodą za zwycięstwo w turnieju Queen of the Ring (dawniej Queen’s Crown) jest zdobycie tytułu „królowej ringu”. Ponieważ kilku zwycięzców King of the Ring przyjęło gimmick króla z różnym stopniem pobłażania, inauguracyjna zwyciężczyni turnieju Zelina Vega przyjęła gimmick królowej i zaczęła nazywać siebie Queen Zelina. Zaczęła nosić koronę, pelerynę i nosić berło, mówiąc i zachowując się po królewsku, chociaż zachowywała się bardziej jak tyrańska królowa, ponieważ Vega przedstawiała heela. Po krótkiej przerwie w połowie 2022 roku, Vega powróciła w październiku i porzuciła gimmick królowej.

## Lista turniejów
W 2021, turniej odbywał się na Raw i SmackDown, a dodatkowo finał był częścią PPV Crown Jewel. W 2024 turniej dalej odbywał się na Raw i SmackDown, ale finał był już częścią gali pay-per-view King and Queen of the Ring, co jest nową nazwą pay-per-view King of the Ring.
| # | Rok  | Zwyciężczyni | Po raz | Finalistka    | Data finału          | Lokalizacja finału       |
| - | ---- | ------------ | ------ | ------------- | -------------------- | ------------------------ |
| 1 | 2021 | Zelina Vega  | 1      | Doudrop       | 21 października 2021 | Rijad, Arabia Saudyjska  |
| 2 | 2024 | Nia Jax      | 1      | Lyra Valkyria | 25 maja 2024         | Dżudda, Arabia Saudyjska |
| 3 | 2025 | Jade Cargill | 1      | Asuka         | 28 czerwca 2025      | Rijad, Arabia Saudyjska  |

## Wyniki turniejów

### 2021
|  | Ćwierćfinały SmackDown (8 października) Raw (11 października) | Ćwierćfinały SmackDown (8 października) Raw (11 października) | Ćwierćfinały SmackDown (8 października) Raw (11 października) |          |                | Półfinały SmackDown (15 października) Raw (18 października) | Półfinały SmackDown (15 października) Raw (18 października) | Półfinały SmackDown (15 października) Raw (18 października) |  |  | Finał Crown Jewel (21 października) | Finał Crown Jewel (21 października) | Finał Crown Jewel (21 października) |  |
|  |                                                               |                                                               |                                                               |          |                |                                                             |                                                             |                                                             |  |  |                                     |                                     |                                     |  |
|  | Zelina Vega                                                   | Zelina Vega                                                   | Pin                                                           |          |                |                                                             |                                                             |                                                             |  |  |                                     |                                     |                                     |  |
|  | Zelina Vega                                                   | Zelina Vega                                                   | Pin                                                           |          |                |                                                             |                                                             |                                                             |  |  |                                     |                                     |                                     |  |
|  | Toni Storm                                                    | Toni Storm                                                    | 2:10                                                          |          |                |                                                             |                                                             |                                                             |  |  |                                     |                                     |                                     |  |
|  | Toni Storm                                                    | Toni Storm                                                    | 2:10                                                          |          | Zelina Vega    | Zelina Vega                                                 | Pin                                                         |                                                             |  |  |                                     |                                     |                                     |  |
|  | SmackDown                                                     |                                                               |                                                               |          | Zelina Vega    | Zelina Vega                                                 | Pin                                                         |                                                             |  |  |                                     |                                     |                                     |  |
|  |                                                               |                                                               | Carmella                                                      | Carmella | 2:40           |                                                             |                                                             |                                                             |  |  |                                     |                                     |                                     |  |
|  | Liv Morgan                                                    | Liv Morgan                                                    | Carmella                                                      | Carmella | 2:40           | 1:40                                                        |                                                             |                                                             |  |  |                                     |                                     |                                     |  |
|  | Liv Morgan                                                    | Liv Morgan                                                    |                                                               |          |                |                                                             |                                                             |                                                             |  |  |                                     |                                     |                                     |  |
|  | Carmella                                                      | Carmella                                                      | Pin                                                           |          |                |                                                             |                                                             |                                                             |  |  |                                     |                                     |                                     |  |
|  | Carmella                                                      | Carmella                                                      | Pin                                                           |          | Zelina Vega    | Zelina Vega                                                 | Pin                                                         |                                                             |  |  |                                     |                                     |                                     |  |
|  |                                                               |                                                               |                                                               |          |                |                                                             |                                                             |                                                             |  |  |                                     |                                     |                                     |  |
|  |                                                               |                                                               | Doudrop                                                       | Doudrop  | 5:55           |                                                             |                                                             |                                                             |  |  |                                     |                                     |                                     |  |
|  | Dana Brooke                                                   | Dana Brooke                                                   | Doudrop                                                       | Doudrop  | 5:55           | 1:25                                                        |                                                             |                                                             |  |  |                                     |                                     |                                     |  |
|  | Dana Brooke                                                   | Dana Brooke                                                   |                                                               |          |                |                                                             |                                                             |                                                             |  |  |                                     |                                     |                                     |  |
|  | Shayna Baszler                                                | Shayna Baszler                                                | Pin                                                           |          |                |                                                             |                                                             |                                                             |  |  |                                     |                                     |                                     |  |
|  | Shayna Baszler                                                | Shayna Baszler                                                | Pin                                                           |          | Shayna Baszler | Shayna Baszler                                              | 2:45                                                        |                                                             |  |  |                                     |                                     |                                     |  |
|  | Raw                                                           |                                                               |                                                               |          | Shayna Baszler | Shayna Baszler                                              | 2:45                                                        |                                                             |  |  |                                     |                                     |                                     |  |
|  |                                                               |                                                               | Doudrop                                                       | Doudrop  | Pin            |                                                             |                                                             |                                                             |  |  |                                     |                                     |                                     |  |
|  | Doudrop                                                       | Doudrop                                                       | Doudrop                                                       | Doudrop  | Pin            | Pin                                                         |                                                             |                                                             |  |  |                                     |                                     |                                     |  |
|  | Doudrop                                                       | Doudrop                                                       |                                                               |          |                |                                                             |                                                             |                                                             |  |  |                                     |                                     |                                     |  |
|  | Natalya                                                       | Natalya                                                       | 3:00                                                          |          |                |                                                             |                                                             |                                                             |  |  |                                     |                                     |                                     |  |